# Liste des œuvres d'art de la Manche
Cet article vise à recenser les œuvres d'art dans l'espace public de la Manche, en France.

## Liste
Les œuvres sont classées par ordre alphabétique de communes et, au sein de celles-ci, par ordre chronologique d'installation, dans la mesure des informations disponibles.

### Sculptures
| Œuvre                                                         | Auteur                                                                  | Commune                  | Localisation | Notes | Installation | Coordonnées                        | Illustration |
| ------------------------------------------------------------- | ----------------------------------------------------------------------- | ------------------------ | --- | --- | ------------ | ---------------------------------- | --- |
| Statue de Valhubert                                           | Pierre Cartellier                                                       | Avranches                | Sur la place Valhubert | Inscrit MH (2006). | 1832         | 48° 41′ 13″ nord, 1° 21′ 46″ ouest | Statue de Valhubert |
| Monument à Désiré Lerouxel                                    | À déterminer                                                            | Avranches                | Dans le jardin des plantes                                                                                                   | | 1946         | 48° 41′ 03″ nord, 1° 21′ 57″ ouest | Monument à Désiré Lerouxel |
| La Fille du vent                                              | Fabienne Campelli                                                       | Avranches                | Dans le jardin des plantes                                                                                                   | Sculptée dans le séquoia abattu par la tempête du 26 décembre 1999. | 2000         | 48° 41′ 03″ nord, 1° 21′ 58″ ouest | La Fille du vent |
| Buste du général George Patton,                               | François Cogné                                                          | Avranches                | Sur la place Patton | Représente George Patton. | 2004         | 48° 40′ 55″ nord, 1° 21′ 20″ ouest | Buste du général George S. Patton |
| Buste de Bernard Tréhet                                       | Yannec Tomada                                                           | Brécey                   | À déterminer | | 2020         | à géolocaliser                     | Image manquante |
| Statue de Jean Le Marois,                                     | Picchi                                                                  | Bricquebec-en-Cotentin   | Sur la place Le Marois | Représente Jean Le Marois. | 1837         | 49° 28′ 13″ nord, 1° 38′ 01″ ouest | Statue de Jean Le Marois |
| Monument aux frères Aristide et Charles Frémine et à Le Véel, | Robert Delandre                                                         | Bricquebec-en-Cotentin   | Rue de Bricqueville | Représente Aristide Frémine, Charles Frémine et Armand Le Véel. | 1929         | 49° 28′ 11″ nord, 1° 37′ 57″ ouest | Monument aux frères Aristide et Charles Frémine et à Le Véel |
| Buste de Charles Sébline,                                     | Henri Gauquié                                                           | Carentan                 | Clos Notre-Dame | Représente Charles Sébline. Érigé en 1923 dans le square Mac-Auliffe. | À déterminer | à géolocaliser                     | Image manquante |
| Médaillon à André Parisy                                      | À déterminer                                                            | Céaux                    | Au bord de la RD 313, sur un mur de la mairie                                                                                | | À déterminer | à géolocaliser                     | Image manquante |
| Parc de sculptures                                            | Multiples                                                               | Cerisy-la-Forêt          | À déterminer | | À déterminer | 49° 11′ 56″ nord, 0° 55′ 56″ ouest | Parc de Sculptures |
| Monument à Napoléon                                           | Armand Le Véel                                                          | Cherbourg-en-Cotentin    | Sur la place Napoléon | Classé MH (2008). | 1858         | 49° 38′ 35″ nord, 1° 37′ 27″ ouest | Monument à Napoléon |
| Statue de Bricqueville                                        | Pierre-Jean David d'Angers                                              | Cherbourg-en-Cotentin    | Sur la place de Bricqueville                                                                                                 | Inscrit MH (2006). | À déterminer | 49° 38′ 25″ nord, 1° 37′ 18″ ouest | Statue de Bricqueville |
| Buste d'Emmanuel Liais,                                       | Antoinette Sloïmovici                                                   | Cherbourg-en-Cotentin    | Dans le parc Emmanuel-Liais                                                                                                  | Représente Emmanuel Liais. La statue originale en bronze de 1903 réalisée par Marcel Jacques est fondue sous le régime de Vichy, dans le cadre de la mobilisation des métaux non ferreux. | 1955         | 49° 38′ 34″ nord, 1° 37′ 47″ ouest | Buste d'Emmanuel Liais |
| Statue de Jean-François Millet                                | Henri Chapu et Jean-Ernest Bouteiller                                   | Cherbourg-en-Cotentin    | Dans le jardin public | Inscrit MH (2006). | À déterminer | 49° 37′ 56″ nord, 1° 36′ 53″ ouest | Statue de Jean-François Millet |
| Statue de Minerve,                                            | Philippe-Laurent Roland                                                 | Cherbourg-en-Cotentin    | Sur le rond-point de Minerve face à la Cité de la Mer                                                                        | Représente Minerve. Érigée en 1810 à gauche des marches à l'entrée du Palais Bourbon à Paris. Retirée en 1988. Inscrit MH (1990). | 1990         | 49° 38′ 33″ nord, 1° 36′ 56″ ouest | Statue de Minerve |
| Statue de Thémis,                                             | Jean-Antoine Houdon                                                     | Cherbourg-en-Cotentin    | Sur le rond-point de Thémis                                                                                                  | Représente Thémis. Érigée en 1810 à droite des marches à l'entrée du Palais Bourbon à Paris. Retirée en 1988. Inscrit MH (1990). | 1990         | 49° 38′ 04″ nord, 1° 36′ 51″ ouest | Statue de Thémis |
| Buste de Marcel Chardin,                                      | Marcel Jacques                                                          | Cherbourg-en-Cotentin    | À côté du stade Maurice-Postaire                                                                                             | Érigé en 1934 sur le terre-plein de l'onglet. | À déterminer | 49° 38′ 42″ nord, 1° 38′ 17″ ouest | Image manquante |
| Métamorphose                                                  | Christine Larivière                                                     | Cherbourg-en-Cotentin    | Esplanade de la Laïcité | | 2010         | à géolocaliser                     | Métamorphose(en) « Métamorphose à Cherbourg », sur René et Peter van der Krogt |
| Bustes de Juliette et André Defrance                          | Xavier Gónzalez-Arnau d'Egara                                           | Cherbourg-en-Cotentin    | Au bord du rond-point de la rue Dubost et de l'avenue du Thivet (RD 409)                                                     | Représente André Defrance. | 2011         | 49° 38′ 28″ nord, 1° 40′ 09″ ouest | Bustes de Juliette et André Defrance |
| Statue de Roland Barthes                                      | Christine Larivière                                                     | Cherbourg-en-Cotentin    | Esplanade de la Laïcité | Représente Roland Barthes. | 2011         | à géolocaliser                     | Statue de Roland Barthes(en) « Statue de Roland Barthes à Cherbourg », sur René et Peter van der Krogt |
| Buste de Jean-François Millet                                 | Christine Larivière                                                     | Cherbourg-en-Cotentin    | Esplanade de la Laïcité | Représente Jean-François Millet. | 2011         | à géolocaliser                     | Buste de Jean-François Millet(en) « Buste de Jean-François Millet à Cherbourg », sur René et Peter van der Krogt |
| Buste d'Alexis de Tocqueville                                 | Christine Larivière                                                     | Cherbourg-en-Cotentin    | Esplanade de la Laïcité | Représente Alexis de Tocqueville. | 2011         | à géolocaliser                     | Buste d'Alexis de Tocqueville(en) « Buste d'Alexis de Tocqueville à Cherbourg », sur René et Peter van der Krogt |
| Buste de Jules Barbey d'Aurevilly                             | Christine Larivière                                                     | Cherbourg-en-Cotentin    | Esplanade de la Laïcité | Représente Jules Barbey d'Aurevilly. | 2011         | à géolocaliser                     | Buste de Jules Barbey d'Aurevilly(en) « Buste de Jules Barbey d'Aurevilly à Cherbourg », sur René et Peter van der Krogt |
| Sans titre                                                    | À déterminer                                                            | Cherbourg-en-Cotentin    | Rue Émile-Zola, près de l'école de musique                                                                                   | | À déterminer | 49° 38′ 15″ nord, 1° 37′ 43″ ouest | Image manquante |
| Statue d'Auguste Grandin                                      | À déterminer                                                            | Condé-sur-Vire           | À déterminer | Représente Auguste Grandin. | À déterminer | à géolocaliser                     | Image manquante |
| Statue de Saint Lô guérissant la femme aveugle                | Henri Joseph Désiré Bouet                                               | Courcy                   | Intersection de la rue de l'Église et de la Haulle, près de l'église Saint-Lô et du cimetière                                | Représente Laud de Coutances. | 1928         | 49° 02′ 31″ nord, 1° 23′ 38″ ouest | Statue de Saint Lô guérissant la femme aveugle |
| Statue de Charles-François Lebrun                             | Antoine Étex                                                            | Coutances                | Dans le square Charles-François-Lebrun, à côté du palais de justice                                                          | Inscrit MH (2006). | À déterminer | 49° 02′ 58″ nord, 1° 26′ 32″ ouest | Statue de Charles-François Lebrun |
| Buste de Rémy de Gourmont,                                    | Suzanne de Gourmont                                                     | Coutances                | Jardin des plantes | Représente Remy de Gourmont. | 1922         | 49° 02′ 51″ nord, 1° 26′ 53″ ouest | Buste de Rémy de Gourmont |
| Statue de Tourville,                                          | Hubert Yencesse                                                         | Coutances                | Jardin des plantes | Représente Anne Hilarion de Costentin de Tourville. Érigée[Quand ?] au Trocadéro à Paris. Remplace celle réalisée par Ernest Hulin, érigée en 1907 sur le monument aux morts de 1870 sur le parvis de la cathédrale, fondue en 1943, dans le cadre de la mobilisation des métaux non ferreux. | 1952         | 49° 02′ 48″ nord, 1° 26′ 55″ ouest | Statue de Tourville |
| Monument à Georges Laisney                                    | Étienne Rebuffet                                                        | Coutances                | Dans le square Georges-Laisney, rue du Palais-de-Justice                                                                     | | 1954         | à géolocaliser                     | Image manquante |
| La maternité                                                  | Jean-Baptiste Farochon                                                  | Coutances                | Jardin des plantes | Érigée en 1859 dans le vestibule du Petit Luxembourg à Paris. Retirée en 1966. | À déterminer | à géolocaliser                     | La maternité(en) « La maternité à Coutances », sur René et Peter van der Krogt |
| Stèle de Marie Ravenel                                        | Élisa Bloch                                                             | Fermanville              | Intersection de la vallée des Moulins (RD 116) et du chemin des Argillières                                                  | Inscrit MH (2006). | À déterminer | 49° 40′ 57″ nord, 1° 26′ 50″ ouest | Stèle de Marie Ravenel |
| Animalicus Fantasticus Piquantus                              | Nicolae Fleissig                                                        | Flottemanville-Hague     | Sur le rond-point du carrefour des Pelles, à l'intersection de la RD 22 et de la RD 64                                       | | 2006         | 49° 36′ 15″ nord, 1° 44′ 09″ ouest | Image manquante |
| Statue de Notre Dame de Fátima                                | À déterminer                                                            | Gouberville              | Au bord de la RD 116 | Représente Notre-Dame de Fátima. | À déterminer | 49° 41′ 12″ nord, 1° 19′ 20″ ouest | Image manquante |
| Buste de Paul Poirier,                                        | Laurent Marqueste                                                       | Granville                | Dans la cour de la maison de retraite, avenue des Vendéens                                                                   | Représente Paul Poirier. Érigé en 1911 dans la cour de l'hôpital. Déplacé en 1945 dans l'une des cours de l'hôpital Jacques Monod. | 1999         | à géolocaliser                     | Image manquante |
| Buste du docteur Thomas Letourneur,                           | Marius-Léon Cladel                                                      | Granville                | Intersection de la rue Georges-Clemenceau (avenue de la Libération, RD 971E5) et de la rue du Général-Patton                 | | 1912         | 48° 50′ 20″ nord, 1° 35′ 52″ ouest | Buste du docteur Letourneur |
| Buste de Christian Dior                                       | Félix Schivo                                                            | Granville                | Dans la roseraie du parc du musée Christian-Dior                                                                             | Représente Christian Dior. | 1976         | 48° 50′ 37″ nord, 1° 35′ 32″ ouest | Buste de Christian Dior |
| Statue de Georges-René Pléville Le Pelley                     | Serge Santucci                                                          | Granville                | Dans le square de l'Arsenal                                                                                                  | Représente Georges-René Pléville Le Pelley. Remplace celle érigée en 1907 place Pléville-Lepelley réalisée par Jean Magrou, fondue en 1942, dans le cadre de la mobilisation des métaux non ferreux. | 2000         | 48° 50′ 06″ nord, 1° 36′ 30″ ouest | Statue de Georges-René Pléville Le Pelley |
| Buste de Jean-François Millet,                                | Marcel Jacques                                                          | Gréville-Hague           | Au bord du chemin du Castel (RD 237), au coin du parking, hameau de Gruchy                                                   | Représente Jean-François Millet. La statue est érigée en 1889 sur le rond-point de la RD 45 (route de la Pointe et route des Falaises), de la route du Lieu-Picot (RD 402) et de la RD 237. La quasi-totalité de la statue est fondue en 1942, dans le cadre de la mobilisation des métaux non ferreux. | 1945         | 49° 40′ 51″ nord, 1° 47′ 30″ ouest | Buste de Jean-François Millet |
| Statue de Jean-François Millet,                               | Louis Derbré                                                            | Gréville-Hague           | Sur le rond-point de la RD 45 (route de la Pointe et route des Falaises), de la route du Lieu-Picot (RD 402) et de la RD 237 | Représente Jean-François Millet. Remplace la statue originale de 1889 réalisée par Marcel Jacques, dont la quasi-totalité est fondue en 1942, dans le cadre de la mobilisation des métaux non ferreux. | 1998         | 49° 40′ 29″ nord, 1° 48′ 04″ ouest | Statue de Jean-François Millet |
| Statue de chèvres des falaises de Jobourg                     | Didier Poisson                                                          | Jobourg                  | Sur le rond-point de la RD 901 et de la RD 401E2                                                                             | | 2001         | 49° 40′ 51″ nord, 1° 54′ 05″ ouest | Image manquante |
| Le pont de lumière                                            | Patrick Castaignet                                                      | La Glacerie              | Voie de la Liberté (RN 2013), devant la mairie                                                                               | | 2006         | à géolocaliser                     | Image manquante |
| Libellule                                                     | Groupe d'apprentis sous la direction de Virginie David et Carine Jeanne | La Glacerie              | Au bord du rond-point de Bellevue                                                                                            | | 2013         | à géolocaliser                     | Image manquante |
| Statue de saint Michel terrassant le dragon,                  | Emmanuel Fremiet                                                        | Le Mont-Saint-Michel     | Pointe de la flèche de l'église abbatiale                                                                                    | Représente Michel. | 1897         | à géolocaliser                     | Statue de saint Michel terrassant le dragon« Statue de Saint-Michel au Mont-Saint-Michel », sur e-monumen,« Statue de Saint-Michel terrassant le dragon au Mont-Saint-Michel », sur Wikimanche,(en) « Statue de Saint-Michel au Mont-Saint-Michel », sur René et Peter van der Krogt |
| Statue de Jeanne d'Arc                                        | Mathurin Moreau et Pierre Le Nordez                                     | Montebourg               | Intersection de la rue du Général-Leclerc (RD 974) et de l'avenue de Verdun                                                  | Inscrit MH (2006). | 1899         | 49° 29′ 20″ nord, 1° 23′ 07″ ouest | Statue de Jeanne d'Arc |
| Articulation entre terre et mer                               | Nicolae Fleissig                                                        | Portbail                 | Intersection de la rue Aubert et de la rue Barbey-d'Aurevilly                                                                | | 2010         | 49° 19′ 59″ nord, 1° 41′ 52″ ouest | Articulation entre terre et mer |
| Monument à Guillaume le Conquérant                            | À déterminer                                                            | Saint-James              | À déterminer | | 1987         | à géolocaliser                     | Monument à Guillaume le Conquérant« Stèle de Guillaume le Conquérant à Saint-James », sur Wikimanche |
| La laitière normande,                                         | Louis Derbré                                                            | Saint-Lô                 | Sur la place du Général-de-Gaulle                                                                                            | Remplace celle réalisée par Arthur Le Duc en 1887, fondue en 1942, dans le cadre de la mobilisation des métaux non ferreux. | 1986         | 49° 06′ 55″ nord, 1° 05′ 25″ ouest | La laitière normande |
| Buste du major Thomas D. Howie                                | Robert « Witt » Mauduit                                                 | Saint-Lô                 | Sur la place du Major Howie                                                                                                  | Représente Thomas D. Howie. Érigé en 1948 devant l'église Sainte-Croix. | 1969         | 49° 06′ 55″ nord, 1° 04′ 58″ ouest | Buste du major Thomas D. Howie |
| Un jeune homme et une jeune fille                             | Étienne Rebuffet                                                        | Saint-Lô                 | De chaque côté du portail du terrain de sport du lycée Le Verrier, rue du Maréchal-Leclerc (RD 974)                          | Également appelés Les athlètes. | 1957         | 49° 06′ 55″ nord, 1° 05′ 00″ ouest | Image manquante |
| La licorne,                                                   | Philippe Rebuffet                                                       | Saint-Lô                 | Intersection de la rue de Neufbourg et de la rue du Docteur-Leturc                                                           | | 1988         | 49° 06′ 56″ nord, 1° 05′ 19″ ouest | La licorne |
| Buste de Paul de Laurens                                      | Élisabeth Mies-Wallet                                                   | Saint-Lô                 | Haras national | | 1994         | à géolocaliser                     | Buste de Paul de Laurens |
| Buste de Georges Lavalley                                     | Marion Gombault                                                         | Saint-Lô                 | Devant le collège Georges-Lavalley, au 30 rue François-1er                                                                   | | 2001         | 49° 06′ 46″ nord, 1° 06′ 12″ ouest | Image manquante |
| Buste d'Urbain Le Verrier                                     | Louis Derbré                                                            | Saint-Lô                 | Devant la médiathèque, sur la place du Champ-de-Mars                                                                         | Représente Urbain Le Verrier. | 2004         | à géolocaliser                     | Buste d'Urbain Le Verrier(en) « Buste d'Urbain Le Verrier à Saint-Lô », sur René et Peter van der Krogt |
| Statue de l'abbé Élie Leroy                                   | Félix Delteil                                                           | Saint-Marcouf            | À déterminer | | À déterminer | à géolocaliser                     | Image manquante |
| Statue de Saint-Pierre                                        | Jacob                                                                   | Saint-Pierre-Église      | À côté de l'église Saint-Pierre                                                                                              | Représente Pierre. | 1947         | 49° 40′ 07″ nord, 1° 24′ 21″ ouest | Statue de Saint-Pierre |
| Statue de Charles-Irénée Castel de Saint-Pierre,              | Séraphin Gilly                                                          | Saint-Pierre-Église      | Sur la place de l'Abbé-de-Saint-Pierre                                                                                       | Représente Charles-Irénée Castel de Saint-Pierre. Le buste d'origine, en bronze de 1933 réalisé par Marcel Jacques est fondu en 1943, dans le cadre de la mobilisation des métaux non ferreux. | 1954         | 49° 40′ 06″ nord, 1° 24′ 18″ ouest | Statue de Charles-Irénée Castel de Saint-Pierre |
| Buste de Jules Barbey d'Aurevilly                             | René Collamarini                                                        | Saint-Sauveur-le-Vicomte | Sur la place de l'Hôtel-de-Ville                                                                                             | Représente Jules Barbey d'Aurevilly. Le buste d'origine, en bronze de 1909 réalisé par Auguste Rodin est fondu sous le régime de Vichy, dans le cadre de la mobilisation des métaux non ferreux. | 1949         | à géolocaliser                     | Image manquante |
| Monument à Charles-François Lebrun                            | D. Le Marchand                                                          | Saint-Sauveur-Lendelin   | Au bord du rond-point, à l'intersection de la RD 971 et de la rue Marie-des-Vallées (RD 53)                                  | Représente Charles-François Lebrun. | 2002         | 49° 07′ 43″ nord, 1° 24′ 44″ ouest | Monument à Charles-François Lebrun |
| Lyre                                                          | Christine Guaine                                                        | Sainte-Cécile            | Sur la place Georges-Esnouf                                                                                                  | | 1993         | 48° 50′ 08″ nord, 1° 11′ 27″ ouest | Lyre |
| Statue de Richard D. Winters                                  | Stephen Spears                                                          | Sainte-Marie-du-Mont     | Au bord de la RD 913 | Représente Richard D. Winters. | 2012         | 49° 23′ 30″ nord, 1° 12′ 48″ ouest | Statue de Richard D. Winters |
| Statue d'Andrew Jackson Higgins                               | Fred Hoppe                                                              | Sainte-Marie-du-Mont     | Près du musée du débarquement Utah Beach                                                                                     | Représente Andrew Jackson Higgins (en). | À déterminer | à géolocaliser                     | Statue d'Andrew Jackson Higgins |
| Buste d'Alexis de Tocqueville,                                | Ernest Diosi                                                            | Tocqueville              | Rue Alexis-de-Tocqueville (RD 901), au bord du parking                                                                       | Représente Alexis de Tocqueville. Érigé dans la gare transatlantique de Cherbourg en 1936. René de Tocqueville le fait déboulonner en 1943, pour le sauver de la fonte, dans le cadre de la mobilisation des métaux non ferreux. Il le confie à Hyacinthe Anfray, jardinier du château de Tocqueville. Il le cache chez lui dans la chambre de sa fille, puis dans un fenil, puis il l'enterre dans son potager à Ozeville. | À déterminer | 49° 40′ 14″ nord, 1° 20′ 07″ ouest | Buste d'Alexis de Tocqueville |
| Statue du maréchal de Tourville                               | Joseph Charles Marin                                                    | Tourville-sur-Sienne     | Sur la place Léon-Paul-Legraverend, devant la poste                                                                          | Inscrit MH (2006). | 1931         | 49° 02′ 44″ nord, 1° 32′ 42″ ouest | Statue du maréchal de Tourville |
| Statue de Jules Barbey d'Aurevilly,                           | René Collamarini                                                        | Valognes                 | Intersection de la rue Barbey-d'Aurevilly et de l'avenue du Huit-Mai-1945                                                    | Représente Jules Barbey d'Aurevilly. Inauguré en 1948 dans la cour d'honneur du collège. | 1949         | 49° 30′ 05″ nord, 1° 28′ 05″ ouest | Statue de Jules Barbey d'Aurevilly |
| Buste de Félix Vicq d'Azyr                                    | Christine Larivière                                                     | Valognes                 | Sur la place Vicq-d'Azir | Représente Félix Vicq d'Azyr. | 2012         | 49° 30′ 31″ nord, 1° 28′ 09″ ouest | Image manquante |
| Colonne à la République,                                      | À déterminer                                                            | Villedieu-les-Poêles     | Sur la place de la République                                                                                                | Également appelée Marianne ou Marianne de la Paix. | À déterminer | à géolocaliser                     | Colonne à la République« La Liberté, ou La République ou Marianne ou Marianne de la Paix à Villedieu-les-Poêles », sur À nos grands hommes,« Colonne à la République à Villedieu-les-Poêles », sur e-monumen,« Statue de Marianne à Villedieu-les-Poêles », sur Wikimanche           |
| Statue du bienheureux Thomas Hélye                            | À déterminer                                                            | Virandeville             | Au bord de la RD 650, près du cimetière                                                                                      | Représente Thomas Hélye. | 1926         | 49° 34′ 10″ nord, 1° 43′ 32″ ouest | Statue du bienheureux Thomas Hélye |

### Monuments pour une bataille ou un évènement
| Œuvre                                                            | Auteur              | Commune                    | Localisation                                                                              | Notes                                                                | Installation | Coordonnées                        | Illustration                                                                      |
| ---------------------------------------------------------------- | ------------------- | -------------------------- | ----------------------------------------------------------------------------------------- | -------------------------------------------------------------------- | ------------ | ---------------------------------- | --------------------------------------------------------------------------------- |
| Monument Patton,                                                 | À déterminer        | Avranches                  | Sur la place Patton                                                                       |                                                                      | 1954         | 48° 40′ 55″ nord, 1° 21′ 19″ ouest | Monument Patton                                                                   |
| Monument d'Henri II Plantagenêt                                  | À déterminer        | Avranches                  | Dans le square Thomas Becket                                                              |                                                                      | À déterminer | à géolocaliser                     | Monument d'Henri II Plantagenêt« Pierre de Henri II à Avranches », sur Wikimanche |
| Pyramide de mémoire                                              | Pascal Morabito     | Bricquebec-en-Cotentin     | Dans la cour du château de Bricquebec                                                     |                                                                      | 1999         | 49° 28′ 14″ nord, 1° 37′ 57″ ouest | Pyramide de mémoire                                                               |
| Stèle d'Hastings                                                 | Fillol              | Brix                       | À déterminer                                                                              | Commémore la bataille d'Hastings.                                    | 1966         | à géolocaliser                     | Image manquante                                                                   |
| Signal                                                           | À déterminer        | Carentan                   | Sur le parc devant la mairie, au bord du boulevard de Verdun (voie de la liberté, RD 974) |                                                                      | 1954         | 49° 18′ 10″ nord, 1° 14′ 43″ ouest | Monument Signal de Carentan                                                       |
| Monument de la charge à la baïonnette du lieutenant-colonel Cole | Didier Poisson      | Carentan                   | Au bord du rond-point des palmiers                                                        | Commémore Robert G. Cole (en).                                       | 2014         | 49° 18′ 52″ nord, 1° 15′ 35″ ouest | Monument de la charge à la baïonnette du lieutenant-colonel Cole                  |
| Monument à la nature et aux hommes victimes du remembrement      | À déterminer        | Geffosses                  | À déterminer                                                                              |                                                                      | 1994         | à géolocaliser                     | Monument à la nature et aux hommes victimes du remembrement                       |
| Signal                                                           | À déterminer        | Saint-Martin-de-Varreville | Utah Beach                                                                                | Également appelé Monument du débarquement de la 2e division blindée. | À déterminer | 49° 26′ 39″ nord, 1° 12′ 32″ ouest | Monument Signal de Saint-Martin-de-Varreville                                     |
| Sjømanden,                                                       | Svend Lindhart (da) | Sainte-Marie-du-Mont       | Au bord de la RD 913, à côté du pont sur la petite crique                                 | Également appelé Monument danois ou Monument aux marins danois.      | 1984         | 49° 24′ 12″ nord, 1° 11′ 45″ ouest | Monument aux marins danois                                                        |
| Monument fédéral des États-Unis                                  | À déterminer        | Sainte-Marie-du-Mont       | À côté du musée du débarquement Utah Beach                                                |                                                                      | 1984         | 49° 24′ 58″ nord, 1° 10′ 33″ ouest | Monument fédéral des États-Unis                                                   |
| Monument de l'US Navy                                            | Stephen Spears      | Sainte-Marie-du-Mont       | À côté du musée du débarquement Utah Beach                                                |                                                                      | 2008         | 49° 24′ 58″ nord, 1° 10′ 31″ ouest | Monument de l'US Navy                                                             |
| Monument Higgins boat                                            | Fred Hoppe          | Sainte-Marie-du-Mont       | À côté du musée du débarquement Utah Beach                                                |                                                                      | 2015         | 49° 24′ 56″ nord, 1° 10′ 32″ ouest | Monument Higgins boat                                                             |
| Borne kilométrique 00 de la voie de la Liberté                   | À déterminer        | Sainte-Marie-du-Mont       | Utah Beach                                                                                |                                                                      | À déterminer | à géolocaliser                     | Borne kilométrique 00 de la voie de la Liberté                                    |
| Signal                                                           | À déterminer        | Sainte-Mère-Église         | Intersection de la rue du général de Gaulle et de la rue du général Koenig                |                                                                      | À déterminer | 49° 24′ 31″ nord, 1° 19′ 02″ ouest | Monument Signal de Sainte-Mère-Église                                             |
| Borne kilométrique 0 de la voie de la Liberté                    | À déterminer        | Sainte-Mère-Église         | Devant l'hôtel de ville, rue du cap de Laine (RD 974)                                     |                                                                      | À déterminer | 49° 24′ 35″ nord, 1° 19′ 06″ ouest | Borne kilométrique 0 de la voie de la Liberté                                     |

### Fontaines
| Œuvre                                 | Auteur                 | Commune                  | Localisation | Notes | Installation | Coordonnées                        | Illustration                                                                       |
| ------------------------------------- | ---------------------- | ------------------------ | --- | ----- | ------------ | ---------------------------------- | ---------------------------------------------------------------------------------- |
| Fontaine du bienheureux Thomas Hélye  | À déterminer           | Biville                  | À déterminer |       | À déterminer | à géolocaliser                     | Image manquante                                                                    |
| Fontaine Saint-Hélier                 | À déterminer           | Bréville-sur-Mer         | À déterminer |       | À déterminer | à géolocaliser                     | Image manquante                                                                    |
| Fontaine Mouchel, Les quatre saisons, | Jean-Ernest Bouteiller | Cherbourg-en-Cotentin    | Sur la place du château, renommée depuis place du général de Gaulle                                                                                |       | 1895         | 49° 38′ 18″ nord, 1° 37′ 22″ ouest | Fontaine Mouchel                                                                   |
| Monument du duc de Berry              | À déterminer           | Cherbourg-en-Cotentin    | Sur la place de la République |       | À déterminer | 49° 38′ 32″ nord, 1° 37′ 31″ ouest | Monument du duc de Berry                                                           |
| Fontaine des Caveliers                | À déterminer           | Cherbourg-en-Cotentin    | Intersection de la rue Emmanuel-Liais et de la rue de l'ancien hôtel dieu                                                                          |       | À déterminer | 49° 38′ 27″ nord, 1° 37′ 42″ ouest | Fontaine des Caveliers                                                             |
| Bassin-fontaine                       | À déterminer           | Coutances                | Dans le jardin public |       | À déterminer | 49° 02′ 51″ nord, 1° 26′ 53″ ouest | Image manquante                                                                    |
| Fontaine Saint-Ortaire                | À déterminer           | Le Dézert                | Près de la chapelle Saint-Ortaire |       | À déterminer | à géolocaliser                     | Image manquante                                                                    |
| Fontaine Saint-Ortaire                | À déterminer           | Poilley                  | À déterminer |       | À déterminer | à géolocaliser                     | Image manquante                                                                    |
| Fontaine du pucelage                  | À déterminer           | Roncey                   | Dans le parc près du mausolée Letenneur |       | À déterminer | à géolocaliser                     | Fontaine du pucelage                                                               |
| Fontaine Saint-Gaud                   | À déterminer           | Saint-Pair-sur-Mer       | À déterminer |       | À déterminer | à géolocaliser                     | Image manquante                                                                    |
| Bassin-fontaine                       | À déterminer           | Saint-Sauveur-le-Vicomte | Rond-point de la RD 15 (rue Raoul Hersan et rue du onze novembre), de la route de la Malbrèche, de la rue des tuileries et du chemin des closerons |       | À déterminer | 49° 23′ 02″ nord, 1° 32′ 14″ ouest | Image manquante                                                                    |
| Fontaine Saint-Méen                   | À déterminer           | Sainte-Mère-Église       | À déterminer |       | À déterminer | à géolocaliser                     | Image manquante                                                                    |
| Bassin-fontaine                       | À déterminer           | Valognes                 | Dans le jardin public |       | À déterminer | 49° 30′ 23″ nord, 1° 28′ 17″ ouest | Bassin-fontaine                                                                    |
| Fontaine monumentale                  | À déterminer           | Villedieu-les-Poêles     | Sur la place de la République, en face de la mairie                                                                                                |       | 2013         | 48° 50′ 17″ nord, 1° 13′ 20″ ouest | Fontaine monumentale« Fontaine monumentale à Villedieu-les-Poêles », sur e-monumen |
| Fontaine colonne                      | À déterminer           | Villedieu-les-Poêles     | Dans le parc entre la rue Jean Gasté et la rue des quais                                                                                           |       | À déterminer | à géolocaliser                     | Image manquante                                                                    |

### Œuvres disparues ou retirées
| Œuvre                                     | Auteur                   | Commune              | Localisation | Notes | Installation | Coordonnées                        | Illustration |
| ----------------------------------------- | ------------------------ | -------------------- | --- | --- | ------------ | ---------------------------------- | --- |
| Le Guerrier                               | Marc Dupard              | Avranches            | Sur la place Angot | Retirée en 2016. | 2008         | 48° 41′ 02″ nord, 1° 21′ 31″ ouest | Le Guerrier |
| Statue de Tourville,                      | Ernest Hulin             | Coutances            | Sur le parvis de la cathédrale | Représentait Anne Hilarion de Costentin de Tourville. Fondue en 1943, dans le cadre de la mobilisation des métaux non ferreux. | 1907         | à géolocaliser                     | Statue de Tourville« Statue de l'amiral Tourville à Coutances », sur À nos grands hommes,« Statue de l'amiral Tourville à Coutances », sur e-monumen,« Statue de Tourville à Coutances », sur Wikimanche                                       |
| Statue de Jeanne d'Arc                    | Alexandre-Mathurin Pêche | Fresville            | À déterminer | | À déterminer | à géolocaliser                     | Image manquante |
| Statue de Georges-René Pléville Le Pelley | Jean Magrou              | Granville            | Sur la place Pléville-Lepelley | Représentait Georges-René Pléville Le Pelley. Fondue en 1942, dans le cadre de la mobilisation des métaux non ferreux. | 1907         | à géolocaliser                     | Statue de Georges-René Pléville Le Pelley |
| Buste de Léonor-Joseph Havin,             | Arthur Le Duc            | Saint-Lô             | À déterminer | Représentait Léonor-Joseph Havin. Également appelé La presse guide l'enfance à la source de la vérité. Fondu en 1942, dans le cadre de la mobilisation des métaux non ferreux. Ce qu'il reste est presque totalement détruit par les bombardements de 1944. | 1888         | à géolocaliser                     | Buste de Léonor-Joseph Havin« Buste de Léonor Havin, ou La presse guide l'enfance à la source de la vérité à Saint-Lô », sur À nos grands hommes,« Buste de Léonor Havin, ou La presse guide l'enfance à la vérité à Saint-Lô », sur e-monumen |
| La Sainte Famille,                        | À déterminer             | Saint-Lô             | Dans le couvent du Bon-Sauveur | Détruite par les bombardements de 1944. | À déterminer | à géolocaliser                     | Image manquante |
| Buste d'Eugène Le Mouël                   | Robert Delandre          | Villedieu-les-Poêles | Carrefour de la Demi-Lune : intersection de la rue du général de Gaulle (RD 924) et de la RD 975 (route de Vire et route d'Avranches) | Représentait Eugène Le Mouël. Fondu sous le régime de Vichy, dans le cadre de la mobilisation des métaux non ferreux. | 1939         | à géolocaliser                     | Image manquante |